# Aglona (novads)
La municipalité d'Aglona (en letton : Aglonas novads) est un novads de Lettonie, situé dans la région de Latgale. En 2010, sa population est de 4 476 habitants. Le centre administratif du novads est le village d'Aglona, connu pour sa basilique.

## Subdivisions
La municipalité est composée de quatre paroisses (pagasti), à savoir :
- Aglona
- Grāveri
- Kastuļina
- Šķeltova

### Utilisation des terres
La superficie totale de la municipalité est de 392,7 km2. La majeure partie - 16 938,6 ha - est utilisée en agriculture, 87,3 ha sont utilisés pour la surface habitable et 4,1 ha pour l'activité commerciale.

### Groupes ethniques
| Groupes ethniques d'Aglona en 2016 | Groupes ethniques d'Aglona en 2016 | Groupes ethniques d'Aglona en 2016 | Groupes ethniques d'Aglona en 2016 | Groupes ethniques d'Aglona en 2016 |
| ---------------------------------- | ---------------------------------- | ---------------------------------- | ---------------------------------- | ---------------------------------- |
|                                    |                                    |                                    |                                    |                                    |
| lettons (2314)                     | lettons (2314)                     |                                    | 60.9%                              | 60.9%                              |
| russes (1062)                      | russes (1062)                      |                                    | 27.9%                              | 27.9%                              |
| biélorusses (187)                  | biélorusses (187)                  |                                    | 4.9%                               | 4.9%                               |
| polonais (91)                      | polonais (91)                      |                                    | 2.5%                               | 2.5%                               |
| gitans (46)                        | gitans (46)                        |                                    | 1.2%                               | 1.2%                               |
| autres (100)                       | autres (100)                       |                                    | 2.6%                               | 2.6%                               |